# Agabus ommani
Agabus ommani är en skalbaggsart som beskrevs av Zaitzev 1908. Agabus ommani ingår i släktet Agabus och familjen dykare. Inga underarter finns listade i Catalogue of Life.